# Pont de la Tortière
Le pont de la Tortière est situé à Nantes. Il franchit l'Erdre au nord-est du centre-ville et assure la liaison entre les boulevards Eugène-Orieux (rive droite) et des Belges (rive gauche), lesquels font partie des boulevards intérieurs de la ville.

## Historique
L'actuel ouvrage en béton a été inauguré en 1977, remplace un pont en brique et pierre construit en 1876 et ouvert à la circulation en 1878,.